# Penicillium megasporum
Penicillium megasporum är en svampart som beskrevs av Orpurt & Fennell 1955. Penicillium megasporum ingår i släktet Penicillium och familjen Trichocomaceae.   Inga underarter finns listade i Catalogue of Life.